# Ipodoryctes annulicornis
Ipodoryctes annulicornis är en stekelart som beskrevs av Sergey A. Belokobylskij 1994. Ipodoryctes annulicornis ingår i släktet Ipodoryctes och familjen bracksteklar. Inga underarter finns listade i Catalogue of Life.